# Milyaans
Milyaans (Engels: Milyan), ook bekend als Lycisch B en (vroeger) Lycisch 2 is een Anatolische taal die in het eerste millennium v.Chr. gesproken werd in Lycië in Anatolië, in het huidige Turkije. Het Milyaans werd vroeger gezien als variant van het Lycisch, maar wordt nu beschouwd als aparte taal. Slechts twee teksten in het Milyaans zijn bekend: een tekst van 45 lettergrepen op de zogenaamde Xanthische Obelisk, en een kortere tekst op een sarcofaag uit de stad Antiphellus. De inscriptie op de Xanthische Obelisk is in versvorm. De ISO 639-3 code van Milyaans is imy.
De exacte relatie tussen Lycisch en Milyaans is onduidelijk. Er is wel verondersteld dat het Milyaans een ceremoniële vorm van het Lycisch zou zijn.
Hettitisch · Karisch · Lycisch · Lydisch · Luwisch · Milyaans · Palaïsch · Pisidisch · Sidetisch